# Hans Albrecht van Sleeswijk-Holstein-Sonderburg-Glücksburg
Hans Albrecht Victor Alexander Frederik Ernst Godfried August Hendrik Waldemar van Sleeswijk-Holstein-Sonderburg-Glücksburg (Sleeswijk, 12 mei 1917 - Jedlińsk, 10 augustus 1944) was een prins uit het huis Sleeswijk-Holstein-Sonderburg-Glücksburg. Hij was de oudste zoon van Willem Frederik van Sleeswijk-Holstein-Sonderburg-Glücksburg en diens vrouw Marie Melita zu Hohenlohe-Langenburg.
Hans Albrecht sneuvelde in 1944 tijdens Duitse actie in Polen. Hij was ongetrouwd en had geen kinderen. 